# Shirai Yuto
Yuto Shirai (白井 裕人, sinh ngày 19 tháng 6 năm 1988) là một cầu thủ bóng đá người Nhật Bản thi đấu cho Zweigen Kanazawa.

## Thống kê câu lạc bộ
Cập nhật đến ngày 23 tháng 2 năm 2018.
| Thành tích câu lạc bộ | Thành tích câu lạc bộ | Thành tích câu lạc bộ | Giải vô địch | Giải vô địch | Cúp                   | Cúp                   | Cúp Liên đoàn | Cúp Liên đoàn | Tổng cộng | Tổng cộng |
| Mùa giải              | Câu lạc bộ            | Giải vô địch          | Số trận      | Bàn thắng    | Số trận               | Bàn thắng             | Số trận       | Bàn thắng     | Số trận   | Bàn thắng |
| Nhật Bản              | Nhật Bản              | Nhật Bản              | Giải vô địch | Giải vô địch | Cúp Hoàng đế Nhật Bản | Cúp Hoàng đế Nhật Bản | J. League Cup | J. League Cup | Tổng cộng | Tổng cộng |
| --------------------- | --------------------- | --------------------- | ------------ | ------------ | --------------------- | --------------------- | ------------- | ------------- | --------- | --------- |
| 2011                  | Matsumoto Yamaga      | JFL                   | 19           | 0            | 4                     | 0                     | -             | -             | 23        | 0         |
| 2012                  | Matsumoto Yamaga      | J2 League             | 14           | 0            | 1                     | 0                     | -             | -             | 25        | 0         |
| 2013                  | Matsumoto Yamaga      | J2 League             | 27           | 0            | 0                     | 0                     | -             | -             | 27        | 0         |
| 2014                  | Matsumoto Yamaga      | J2 League             | 0            | 0            | 1                     | 0                     | -             | -             | 1         | 0         |
| 2015                  | Matsumoto Yamaga      | J1 League             | 1            | 0            | 0                     | 0                     | 1             | 0             | 2         | 0         |
| 2016                  | Matsumoto Yamaga      | J2 League             | 1            | 0            | 1                     | 0                     | –             | –             | 2         | 0         |
| 2017                  | Zweigen Kanazawa      | J2 League             | 42           | 0            | 2                     | 0                     | –             | –             | 44        | 0         |
| Tổng                  | Tổng                  | Tổng                  | 104          | 0            | 9                     | 0                     | 1             | 0             | 114       | 0         |